# Fundación García Cugat
La Fundación García Cugat para la investigación biomédica es una entidad privada sin ánimo de lucro dedicada a la investigación en tratamientos biológicos constituida formalmente en el 2007 por un grupo de médicos, veterinarios y profesionales del mundo de la salud, aunque los primeros trabajos de investigación por parte de algunos de sus miembros datan del 2002.
Las investigaciones iniciales se centraron en los Factores de Crecimiento aplicados a hueso, tendón, músculo y ligamento. En el año 2010 ha iniciado una línea de terapias con Células Madre en tratamientos de lesiones de ligamento cruzado anterior y de cartílago y de manera específica en artrosis.
La Fundación ha creado en 2013 con la Universidad CEU Cardenal Herrera de Valencia la Cátedra de Medicina y Cirugía Regenerativa.

## Investigación
En el año 2002 se inicia el estudio de Terapias Biológicas con Proteínas: Factores de Crecimiento.
Del 2003 a 2005 se crea un grupo investigador pluridisciplinar constituido por médicos, veterinarios y farmacéuticos y se inicia la aplicación Clínica de los Factores de Crecimiento obtenidos por el sistema desarrollado por Biotechnology Institute.
En el 2007 se crea formalmente la Fundación García Cugat y se preparan varias tesis doctorales sobre Factores de Crecimiento.
En el año 2010 se inicia una línea de investigación sobre terapias con Células Madre en tratamientos de lesiones de ligamento cruzado anterior y de cartílago.
Destaca un proyecto pionero para el tratamiento de la artrosis mediante el uso de células mesenquimales obtenidas del tejido adiposo y el plasma rico en factores de crecimiento que ya se está desarrollando en animales.

## Sobre la Fundación

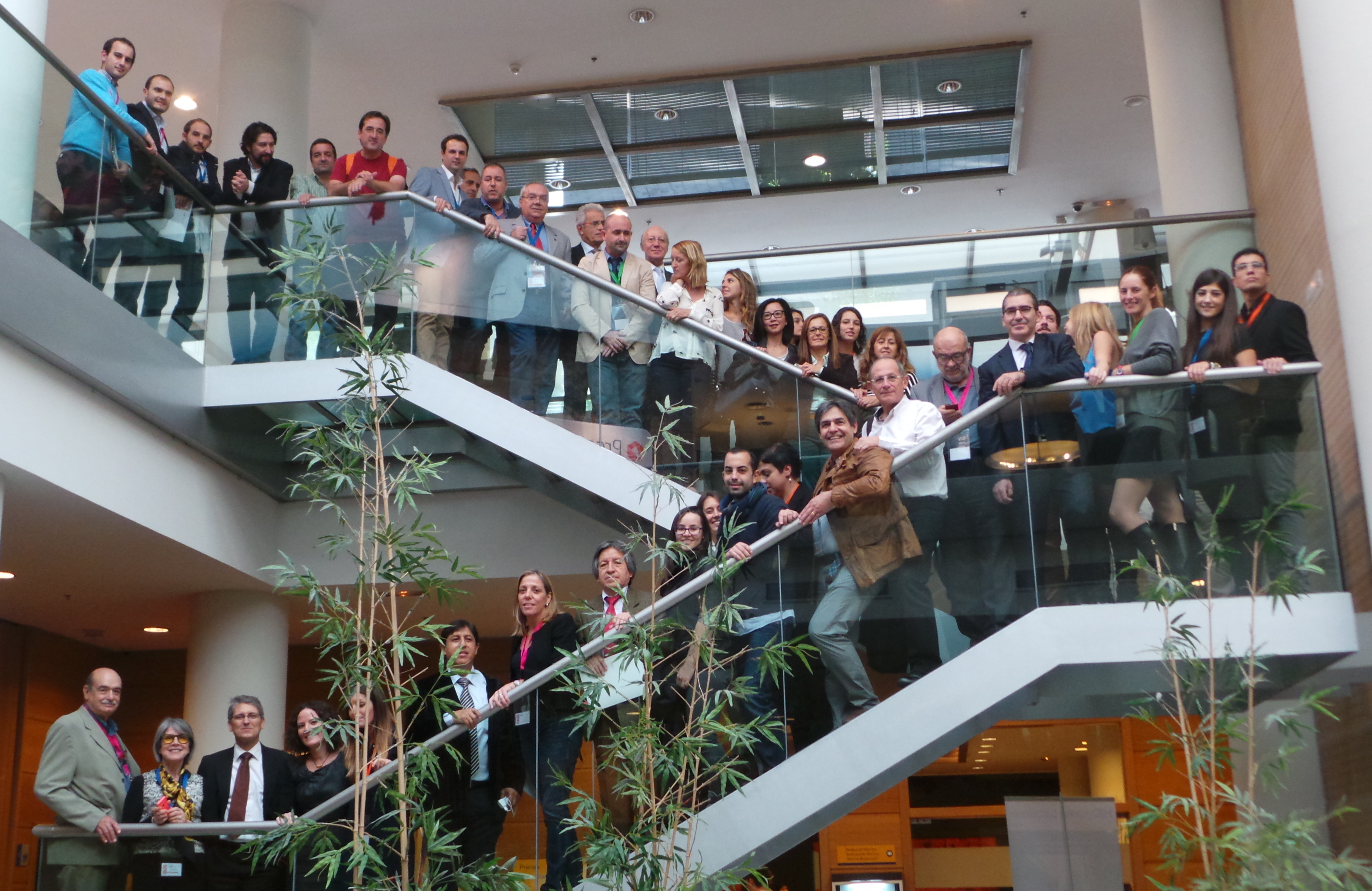
Reunión Fundación García Cugat - Barcelona 2015

La Fundación García Cugat, con sede en Barcelona, está inscrita en el registro de fundaciones del Ministerio de Educación y Ciencia español con fecha del 20 de abril de 2007 y nace con el objetivo de sistematizar el trabajo multidisciplinar tras varios años de colaboración entre médicos, veterinarios y personal del mundo de la salud
Lleva el nombre del cirujano ortopédico José García Cugat fundador de la Asociación Española de Artroscopia. Está presidida por la Dra. Montserrat Garcia Balletbó, investigadora en tratamientos biológicos de regeneración de los tejidos. El Presidente del Patronato es el Dr. Ramón Cugat pionero en la artoscopia española y especialista en tratamientos con Factores de Crecimiento y células madre en traumatología.
Entre sus miembros están el Dr. Alejandro Tarragó, especialista en tratamientos de Factores de Crecimiento en veterinaria, José Joaquín Cerón, Catedrático de Medicina y Cirugía Animal en la Facultad de Veterinaria de la Universidad de Murcia, José María Carrillo, profesor titular de Cirugía del Departamento de Medicina y Cirugía Animal de la Universidad CEU Cardenal Herrera.
La Fundación trabaja con las Facultades de Veterinaria de Murcia, Córdoba, Las Palmas, CEU Cardenal Herrera de Valencia, además del equipo del servicio de traumatología del Hospital Quirón de Barcelona, el Instituto Veterinario de Ortopedia y Traumatología IVOT, el Centro de Investigación Príncipe Felipe de Valencia.

## Becas Dr. José García Cugat
La Fundación otorga becas para licenciados o diplomados en ciencias de la salud españoles o extranjeros, con pocos recursos o quienes están interesados en investigar sobre procesos biológicos terapéuticos.